# Kontioluoma (sjö, lat 65,75, long 29,08)
Kontioluoma är en sjö i Finland. Den ligger i kommunen Kuusamo i landskapet Norra Österbotten, i den nordöstra delen av landet, 600 km norr om huvudstaden Helsingfors. Kontioluoma ligger 260,8 meter över havet. Den är 10 meter djup. Arean är 4,35 kvadratkilometer och strandlinjen är 16,05 kilometer lång. Sjön  ingår i Ijo älvs huvudavrinningsområde. 